# Landsberger Reinette
Landsberger Reinette es una  variedad cultigen de manzano (Malus domestica).
Criado en la década de 1840 por el concejal Burchardt, Landsberg an der Warthe, provincia de Brandeburgo, Reino de Prusia. Se le otorgó un Certificado de Primera Clase de la RHS en 1882. Las frutas tienen una carne muy jugosa, de textura fina y suave con un sabor dulce y refrescante.

## Sinónimos
- "Landsberger",
- "Landsberger Reinet",
- "Landsberger Renette",
- "Landsbergerrenett",
- "Landsberska",
- "Landsberska Reneta",
- "Landsburg",
- "Landsburger Reinette",
- "Lansberger Reinette",
- "Reinette de Landsberg",
- "Renet landsbergskii",
- "Reneta Gorzowska",
- "Reneta Landsberska",
- "Surprise".[4]

## Historia
'Landsberger Reinette' es una variedad de manzana, obtenida a partir de una plántula casual encontrada y criada en 1840 por el concejal Burchardt en Landsberg an der Warthe, Pr. de Brandeburgo (entonces Reino de Prusia, ahora Gorzów Wielkopolski, Polonia).
'Landsberger Reinette' se cultiva en la National Fruit Collection con el número de accesión: 2000-057 y Accession name: Landsberger Reinette.
Se le otorgó un Certificado de Primera Clase de la Royal Horticultural Society en 1882.

## Características

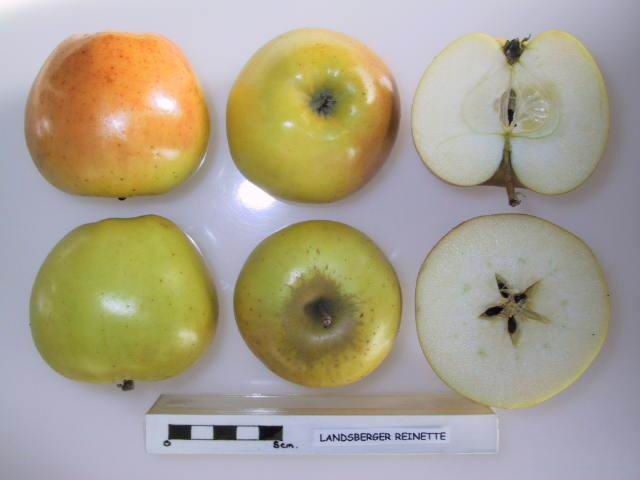
La manzana Landsberger Reinette en secciones.

'Landsberger Reinette' tiene un tiempo de floración que comienza a partir del 4 de mayo con el 10% de floración, para el 9 de mayo tiene una floración completa (80%), y para el 16 de mayo tiene un 90% caída de pétalos.
'Landsberger Reinette' tiene una talla de fruto es de mediano a grande; forma oblonga, con una altura de 61.00mm, y una anchura de 72.00mm; con nervaduras medias; epidermis con color de fondo amarillo, con sobre color naranja en una cantidad de color superior baja, con sobre patrón de color lavado, "russeting" (pardeamiento áspero superficial que presentan algunas variedades) muy bajo; ojo de tamaño mediano y parcialmente abierto en una cuenca moderadamente profunda rodeada por una corona vagamente nudosa; pedúnculo mediano, largo y delgado, colocado en una cavidad con "russeting" profunda y estrecha; carne blanca amarillenta, de grano fino, suave y fundente. Jugoso y muy dulce.
Su tiempo de recogida de cosecha se inicia a finales de septiembre. En almacenamiento en frío aguanta tres meses.
'Landsberger Reinette' es el Parental-Madre de la variedad de manzana:
- 'Minister von Hammerstein'.[4]

## Usos
A menudo se come fresco, manzana de mesa, pero también es una buena manzana para cocinar, y para hacer jugos.
Recomendada para el huerto familiar, irrelevante en el cultivo comercial de frutas en la actualidad.

## Ploidismo
Diploide auto estéril. Grupo de polinización C , Día 11.

## Susceptibilidades
- Sarna del manzano: ataque medio (en entornos húmedos)
- Chancro del manzano: ataque débil.[6]